# Волинський фронт
Волинський фронт (пол. Front Wołyński) — оперативне з'єднання Війська Польського, утворене в ході польсько-української війни декретом Верховного головнокомандувача генерала Юзефа Пілсудського від 30 березня 1919. Розформований 2 червня 1919, відновлений 27 липня 1919. З 2 червня до 27 липня 1919 мав назву Галицько-Волинський фронт. 
Фронт налічував 18 тис. офіцерів і вояків (березень-червень 1919).

## Історія
Після завершення Першої світової війни у листопаді 1918 р. збройні сили Радянської Росії та Польщі починають захоплення українських, білоруських та литовських земель, залишених австро-німецькими військами.  
Польські дії на Волині являли собою продовження дій на східногалицькому фронті і були менш важливими. Це пояснювалося тим, що Армія УНР бачила головним напрямком своїх військових операцій більшовицький фронт, а польські війська — галицький. На Волині бойові дії проти українців вела двохтисячна група «Хелм» під командуванням генерал-підпоручника Стефана Маєвського, якого замінив генерал-поручник Едвард Ридз-Сміглий. У листопаді 1918 р. вона зайняла Холмщину. Після цього перед нею ставилося завдання боронити лінію Бугу, але потім вона перейшла в наступ і зайняла Західну Волинь. У січні 1919 р. частини Армії УНР відтіснили поляків на захід, а 22 січня ненадовго звільнили Володимир-Волинський. Бойові дії між Військом Польським та Армією УНР на Волині призвели до захоплення поляками 24 січня 1919 р. Володимира-Волинського, 7 лютого — Ковеля, 16 лютого — Маневичів. Подальші дії проти дедалі міцнішого супротивника поляки чинили під орудою підполковника Леопольда Лиса-Кулі, чия тактична група 1-2 березня, 5-6 березня та 7 березня вдавалася до нападів на українців, під час останнього з яких сам підполковник загинув. Тоді ж польське командування вирішило об'єднати групи «Хелм» та «Буг» у нове оперативне з'єднання — Волинський фронт. Попри реорганізацію дії польських військ на Волині втратили розмах. Основну увагу польське командування зосередило в цей час на Східній Галичині. До 14 травня поляки займали позиції по лінії Маневичі—Володимир-Волинський—Рава Руська. 
У травні 1919 р. всі військові сили та державні інституції УНР було зосереджено на Волині і Поділлі. Наприкінці травня Військо Польське, підсилене частинами сформованої у Франції польської армії Ю. Галлера (3-я піхотна дивізія Легіонів і 1-ша піхотна бригада Легіонів), провело вдалий наступ на позиції українців у Галичині та Волині, внаслідок чого на Волині польські частини вийшли на позиції Червоної Армії. З початком червня Волинський фронт злився з командуванням «Схід» у Галицько-Волинський фронт.
Наприкінці липня Галицько-Волинський фронт розділився на Галицький та Волинський фронти. 8 серпня 4-та піхотна дивізія вдарила з Бродів по Кременцю і Дубну. 9 серпня поляки зайняли ці два міста, 13 серпня захопили Рівне, 18 серпня — Сарни. До 16 серпня війська фронту вийшли на лінію Острог—Горинь—Тучин—Березне—Клесів—Случ. Успішній операції частин Волинського фронту сприяли удари, яких у той час завдавали радянським військам Армія УНР та російська Добровольча армія генерала А. Денікіна. Після взяття поляками Рокитного на фронті настало тимчасове затишшя. 
Восени 1919 р. відбувся новий наступ польської армії на українському театрі бойових дій. До кінця року війська Волинського фронту просунулися на лінію Уборть—Ємільчине—Новоград-Волинський. У цей час розпочався військовий конфлікт між збройними силами УНР та Добровольчою армією А. Денікіна, через що Головний отаман Армії УНР С. Петлюра досяг домовленості з поляками про введення частин Війська Польського на контрольовану українцями територію. У той час Пілсудський виношував план рішучого наступу на територію України з метою розгромити головні сили Червоної Армії та відновити УНР зі столицею у Києві. Це мало би стати першорядним кроком на шляху до втілення в життя східної політики Пілсудського. Задля порозуміння між політичними колами Польщі та УНР 16 червня 1919 р. на Волинському фронті було оголошено перемир’я, а в липні-серпні 1919 р. у Чорткові, Дембліні та Варшаві пройшли переговори. У грудні 1919 р. відбулися перші контакти між Петлюрою та Пілсудським, які вилилися у підписання 22 квітня 1920 р. політичної угоди, а 26 квітня 1920 р. — військового союзу між Польщею та УНР. Ці домовленості стали основою для нової фази війни об’єднаних польсько-українських армій проти більшовиків. У рамках підготовки до цієї війни на території Польщі з військовополонених та інтернованих українців формувалися підрозділи Армії УНР: за допомогою союзних українських військ Польща намагалася влаштувати антибільшовицьке повстання в Україні. 
23 березня 1920 року в рамках загальної реорганізації Війська Польського фронт було розформовано, а його підрозділи у зв'язку з підготовкою до Київської операції було включено у 2-гу армію Війська Польського, командувачем якої залишався Антоній Лістовський.

## Склад
Початковий:
- група «Хелм»
- група «Буг»
- 3-я піхотна дивізія Легіонів

Станом на 20 січня 1920 р.:
- 4-та піхотна дивізія
- 13-та піхотна дивізія
- 3-я кавалерійська бригада
- 4-та кавалерійська бригада
- II авіагрупа